# سلم‌السماء
سلم‌السماء (عربی: سُلَم السماء') یا رسالهٔ کمالیه عنوانی کتابی به زبان عربی از دانشمند، ستاره‌شناس و ریاضی‌دان ایرانی غیاث‌الدین جمشید کاشانی است. کاشانی این رساله را در ۲۱ رمضان ۸۰۹ قمری (اول مارس ۱۴۰۷ میلادی) در کاشان به پایان رسانده‌است. کاشانی در این رساله از قطر زمین، قطر خورشید، ماه، سیارات، و ستارگان و فاصلهٔ آن‌ها از زمین سخن گفته‌است.